# Daria Gaiazova
Daria Gaiazova (* 24. Dezember 1983 in Moskau) ist eine ehemalige kanadische Skilangläuferin.

## Werdegang
Gaiazova nahm von 2000 bis 2004 am Continentalcup teil. Von 2004 bis 2014 trat sie beim Nor Am Cup, den sie 2010 gewinnen konnte, und beim Skilanglauf-Weltcup an. Ihr erstes Weltcuprennen lief sie im Oktober 2005 in Düsseldorf, das sie mit dem 51. Platz im Sprint beendete. Ihre besten Ergebnisse bei den nordischen Skiweltmeisterschaften 2007 in Sapporo waren der 40. Platz im 30-km-Massenstartrennen und den 16. Rang in der Staffel. Im Januar 2009 holte sie in Whistler mit dem 29. Platz im Sprint ihre ersten Weltcuppunkte. Bei den nordischen Skiweltmeisterschaften 2009 in Liberec war der 28. Platz im Sprint ihr bestes Ergebnis. Ihre besten Resultate bei den Olympischen Winterspielen 2010 in Vancouver waren der 22. Rang im Sprint und der 15. Platz in der Staffel. Im Dezember 2010 erreichte sie im Teamsprint mit dem 3. Platz ihren ersten Podestplatz. Bei den nordischen Skiweltmeisterschaften 2011 in Oslo belegte sie den 20. Platz im Sprint und den 6. Platz im Teamsprint. Der 40. Platz über 10 km Freistil und der 13. Rang im Teamsprint waren ihre besten Ergebnisse bei den nordischen Skiweltmeisterschaften 2013 in Val di Fiemme. Mit dem 4. Platz im Sprint schaffte sie im Januar 2013 in Liberec ihr bisher bestes Weltcupeinzelergebnis. Die Saison 2012/13 beendete sie auf dem 42. Platz in der Weltcupgesamtwertung und dem 17. Rang in der Sprintwertung. Ihre besten Platzierungen bei den Olympischen Winterspielen 2014 in Sotschi waren der 25. Rang im Sprint und der 11. Platz im Teamsprint.

## Weltcup-Statistik
Die Tabelle zeigt die erreichten Platzierungen im Einzelnen.
- 1.–3. Platz: Anzahl der Podiumsplatzierungen
- Top 10: Anzahl der Platzierungen unter den ersten zehn
- Punkteränge: Anzahl der Platzierungen innerhalb der Punkteränge
- Starts: Anzahl gelaufener Rennen in der jeweiligen Disziplin
- Hinweis: Bei den Distanzrennen erfolgt die Einordnung gemäß FIS.

| Platzierung         | Distanzrennen a | Distanzrennen a | Distanzrennen a | Distanzrennen a | Distanzrennen a | Skiathlon Verfolgung | Sprint | Etappen- rennen b | Gesamt | Team c | Team c  |
| Platzierung         | ≤ 5 km          | ≤ 10 km         | ≤ 15 km         | ≤ 30 km         | > 30 km         | Skiathlon Verfolgung | Sprint | Etappen- rennen b | Gesamt | Sprint | Staffel |
| ------------------- | --------------- | --------------- | --------------- | --------------- | --------------- | -------------------- | ------ | ----------------- | ------ | ------ | ------- |
| 1. Platz            |                 |                 |                 |                 |                 |                      |        |                   |        |        |         |
| 2. Platz            |                 |                 |                 |                 |                 |                      |        |                   |        |        |         |
| 3. Platz            |                 |                 |                 |                 |                 |                      |        |                   |        | 2      |         |
| Top 10              |                 |                 |                 |                 |                 |                      | 4      |                   | 4      | 3      |         |
| Punkteränge         | 1               | 3               |                 |                 |                 | 1                    | 33     |                   | 38     | 9      | 1       |
| Starts              | 9               | 21              | 1               |                 |                 | 13                   | 50     | 4                 | 98     | 9      | 1       |
| Stand: Karriereende |                 |                 |                 |                 |                 |                      |        |                   |        |        |         |